# Zakopane
Zakopane a Magas-Tátra lengyel részének legfontosabb városa. Lengyelország téli központja, és egyben a határ mindkét oldalának legnagyobb olyan városa, amely közvetlenül szomszédos a Tátra ívével. A város a Zakopanei-barázda (Rów Zakopiański) alján található, délről a mészköves Tátra erdősége, északról a Gubalówka hegyvonulata zárja. Zakopane a legmagasabban fekvő lengyel város, központja - a Krupówki és a Kościuszko utca kereszteződése - a tengerszinttől számítva 838 méter magasan van. A városba három főút, valamint egy vasútvonal vezet.

## Múltja és jelene

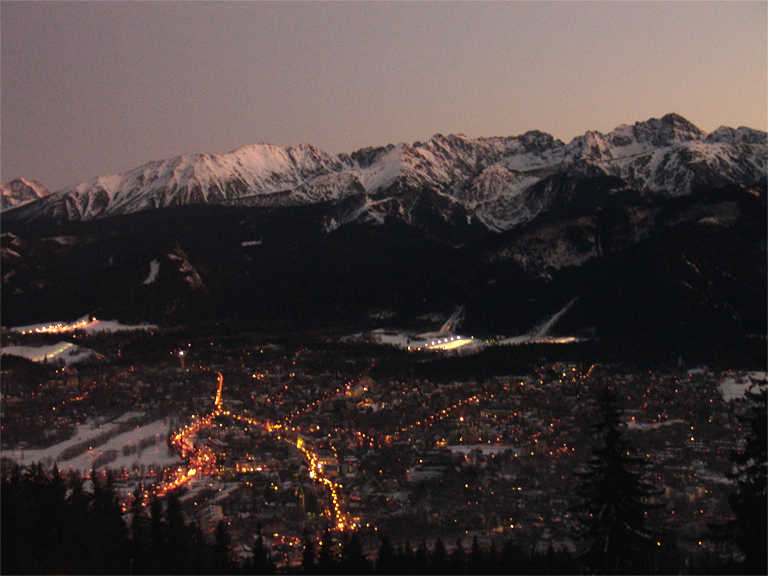
Zakopane esti látképe

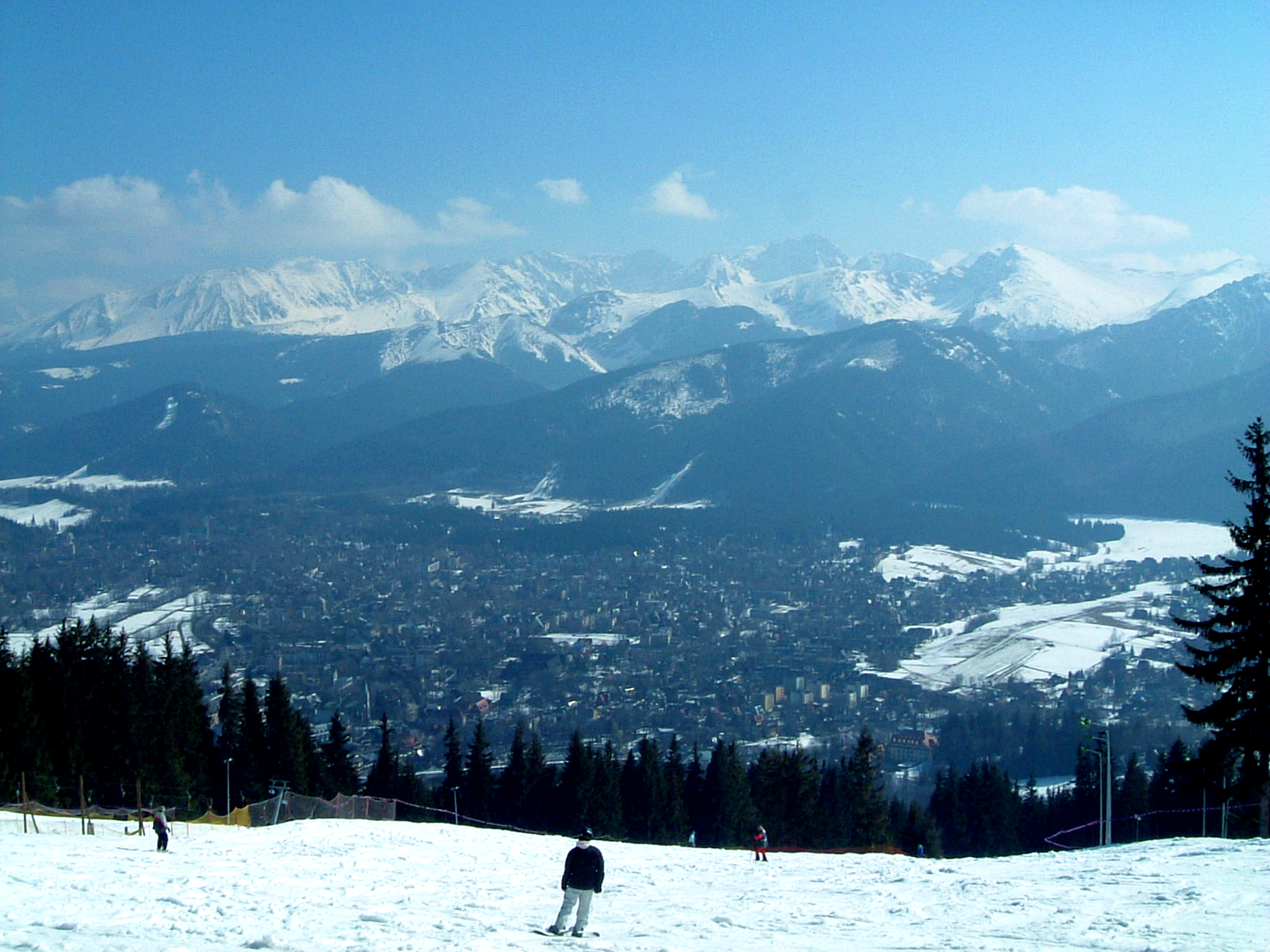
Zakopane nappali látképe

A település első említése a XVI. század végéről való. A falu lakosai 1578-ban Báthory István lengyel királytól, Erdély fejedelmétől kapták első kiváltságaikat. Az erről szóló oklevelek azonban nem maradtak fenn, és több kutató kétségbe is vonja létezésüket. A történészek azonban bizonyosak benne, hogy 400 évvel ezelőtt a Tátraalji-barázda területén már megjelentek az első települések, melyekből a mai város kialakult.
A Zakopane elnevezés egy 1616-ból származó oklevélben fordul elő először. Ezt a füves területet Paweł Rubzdel, maruszyni János fia kapta birtokul. A Nowy Targ-i sztaroszta Mikołaj Komorowski birtokainak 1624. évi szemléjekor említi az új települést, mely a Tátra és a Gubalówka között fekszik.
A lakosság körében a Gąsienica, a Topor, a Bachleda és a Jarząbek vezetéknév volt a leggyakoribb. A népesség főleg az erdei legelők tanyáin összpontosult, amelyekből ebben a térségben mintegy ötven létezett, és hozzávetőlegesen 650 ember lakta. A Vasa dinasztiából származó III. Zsigmond király 1630. április 20-án a banskai Jędrzej Jarzębko családnak adományozott néhány füves területet.
1824-ben, miután Lengyelországot a szomszédos hatalmak felosztották egymás között, Zakopane a Habsburgok fennhatósága alá került. A legelőket ekkor áruba bocsátották.
Zakopane fellendülését a 19. században kialakult egészségturizmusnak köszönhette. A tüdőbetegeket a helyi gorál lakosok vitték fel a hegyi legelőkön álló pásztorházakba. Később számos szanatórium, panzió épült a gyógyulni vágyók fogadására.
A 19. és a 20. század fordulóján megjelentek a sportolók is a városban, 1911-ben itt rendezték meg az első nemzetközi síbajnokságot. 1925-ben megépült a síugró sánc is, amelyet 1962-ben felújítottak.
A második világháborúban a lengyelországi hadjárat alkalmával szlovák-német csapatok foglalták el (Szlovák hadjárat Lengyelország ellen (1939)).
Zakopane ma elsősorban a turizmusból él: télen a síelők, nyáron inkább a túrázók keresik fel. A várost népszerű kirándulóhelyek veszik körül: a Gubalówka, a Kasprowy-csúcs és a Halas-tó. A várost évente hárommillió látogató keresi fel.

## Főbb látnivalók
- Gubałówka
- Síugró sánc
- Sikló - Az 1123 méter magas Gubalówkára viszi fel nagyjából három perc alatt a kirándulókat. Az általa megtett szintkülönbség 300 méter.
- Szent Kelemen fatemplom (más néven: a  Częstochowai Szűzanya fatemploma) - A templom az 1850-es évek közepén épült, egyszerű, egyhajós építmény, belsejében népi-barokk faszobrokkal.
- A kiválók temetője - Régi gurál családok, híres, a tátrai idegenforgalom fellendítéséért sokat tett zakopanei lakosok és több tátrai futár nyughelye.
- Krupówki utca - Zakopane sétáló- és bevásárlóutcája.
- Willa Koliba - A Kalyiba Villa volt az első azoknak a panzióknak a sorában, amelyeket Stanisław Witkiewicz tervezett az úgynevezett zakopanei stílusban.
- Tátrai Múzeum - Az intézmény néprajzi és természettudományos gyűjteménynek ad otthont.
- A Szymański család gyűjteménye - Gurál népművészeti bútorok, szőttesek, fafaragások láthatók a gyűjteményben.
- Sajtpiac - A Krupówki utca végén, a sikló közelében található. A piacon kistermelők árulják a különböző sajtokat, lekvárokat, mézeket és gombákat.
- Keresztelő Szent János templom - A 19. század végén épült kőtemplom a Krupówki utcában.
- Karol Szymanowski Múzeum

## Építészete

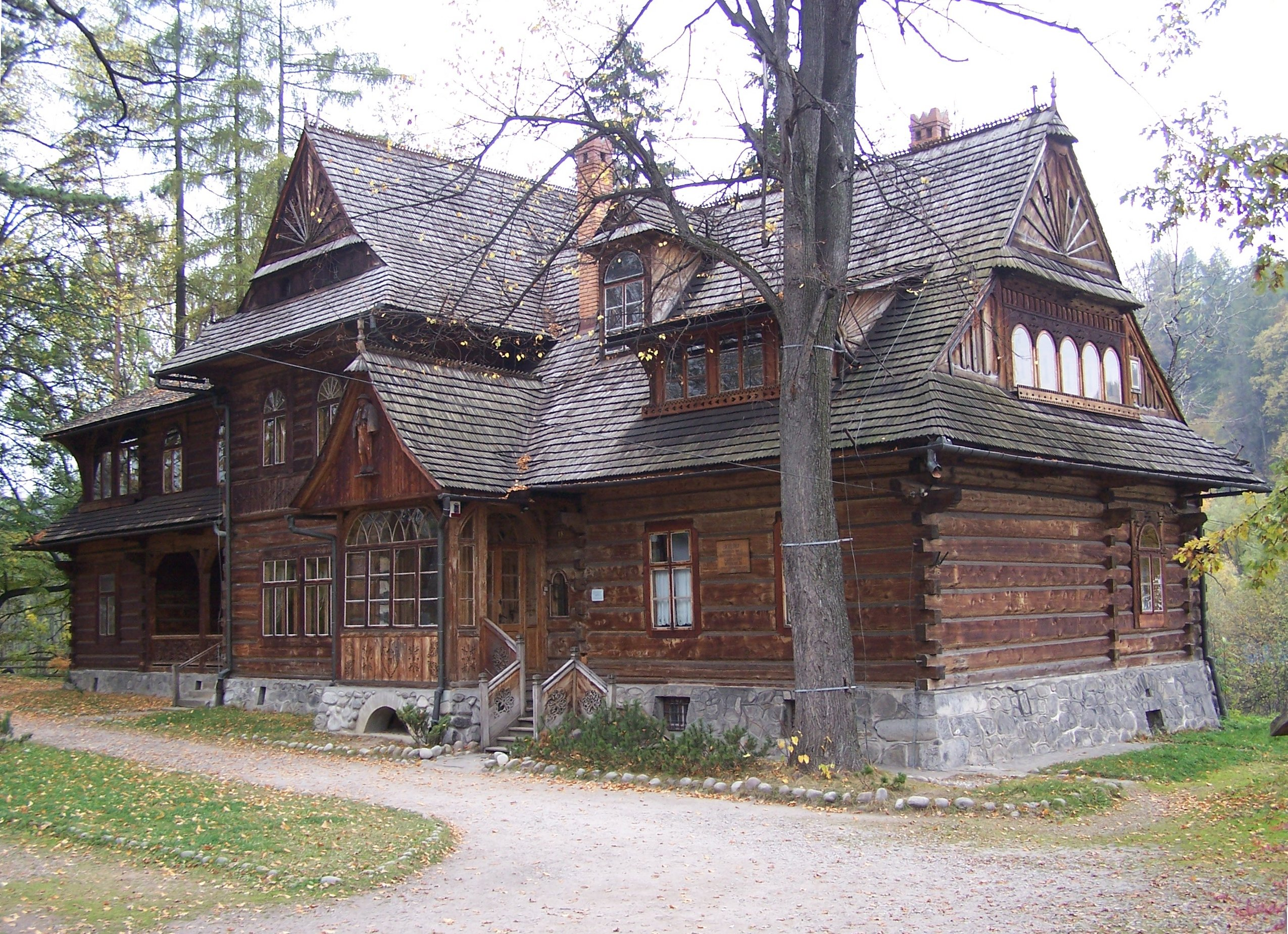
A Willa Koliba, a zakopanei stílusban épült első ház

Lengyelországban zakopanei stílusnak nevezik azt az építészeti megoldást, amely a 19. század végén terjedt el a névadó településen egy krakkói művésznek, Stanisław Witkiewicznek köszönhetően, aki a fafaragásos gurál házak alapján tervezte meg villáit.
Ezek az épületek díszesebbek, mint a mintául szolgáló házak, erkélyesek, tetőzetük meredek és zsindellyel borított, alapozásukhoz nagy folyami köveket használtak. Ez lehetővé tette, hogy az új épületeket - a hagyományos gurál lakóházakkal szemben - alápincézzék, és ezáltal jelentősen megnöveljék alapterületüket.
Witkiewicz a helyi népi motívumokat és a szecessziós díszítő elemeket ötvözte, tervei alapján elsősorban panziók, templomok épültek. A meredek tetőszerkezet alá rejtett emeletek hatalmas újításnak számítottak Zakopanéban a 19. és a 20. század fordulóján.
A zakopanei stílus nagy népszerűségnek örvend a podhalei régióban, sok új panzió, nyaraló és lakóház épült ennek az építészeti elgondolásnak a szellemében. A stílus Lengyelország más területein is felhasználták, a varsói területen például téglaépületeken jelentek meg legfőbb jegyei.

## Klímája
| Hónap                                                         | Jan.  | Feb.  | Már.  | Ápr. | Máj. | Jún. | Júl. | Aug. | Szep. | Okt. | Nov.  | Dec.  | Év   |
| ------------------------------------------------------------- | ----- | ----- | ----- | ---- | ---- | ---- | ---- | ---- | ----- | ---- | ----- | ----- | ---- |
| Átlagos max. hőmérséklet (°C)                                 | 7,7   | 8,6   | 13,6  | 16,6 | 22,2 | 25,0 | 26,9 | 26,6 | 23,7  | 19,8 | 14,0  | 9,8   | 17,9 |
| Átlaghőmérséklet (°C)                                         | −5,6  | −4,6  | −0,4  | 5,4  | 10,0 | 13,4 | 15,2 | 14,6 | 11,1  | 7,0  | 1,5   | −3,2  | 5,4  |
| Átlagos min. hőmérséklet (°C)                                 | −19,6 | −18,4 | −14,3 | −6,8 | −1,7 | 1,9  | 4,4  | 3,2  | −0,9  | −5,2 | −11,4 | −17,0 | −7,1 |
| Forrás: average-temperature.com (Hozzáférés: 2011. május 10.) |       |       |       |      |      |      |      |      |       |      |       |       |      |

## Testvérvárosai
- Saint-Dié-des-Vosges (Franciaország)
- San Carlos de Bariloche (Argentína)
- Bavel (Hollandia)
- Poprád (Szlovákia)
- Siegen (Németország)
- Sopot (Lengyelország)
- Magastátra (Szlovákia)
- Sztrij (Ukrajna)

## Galéria

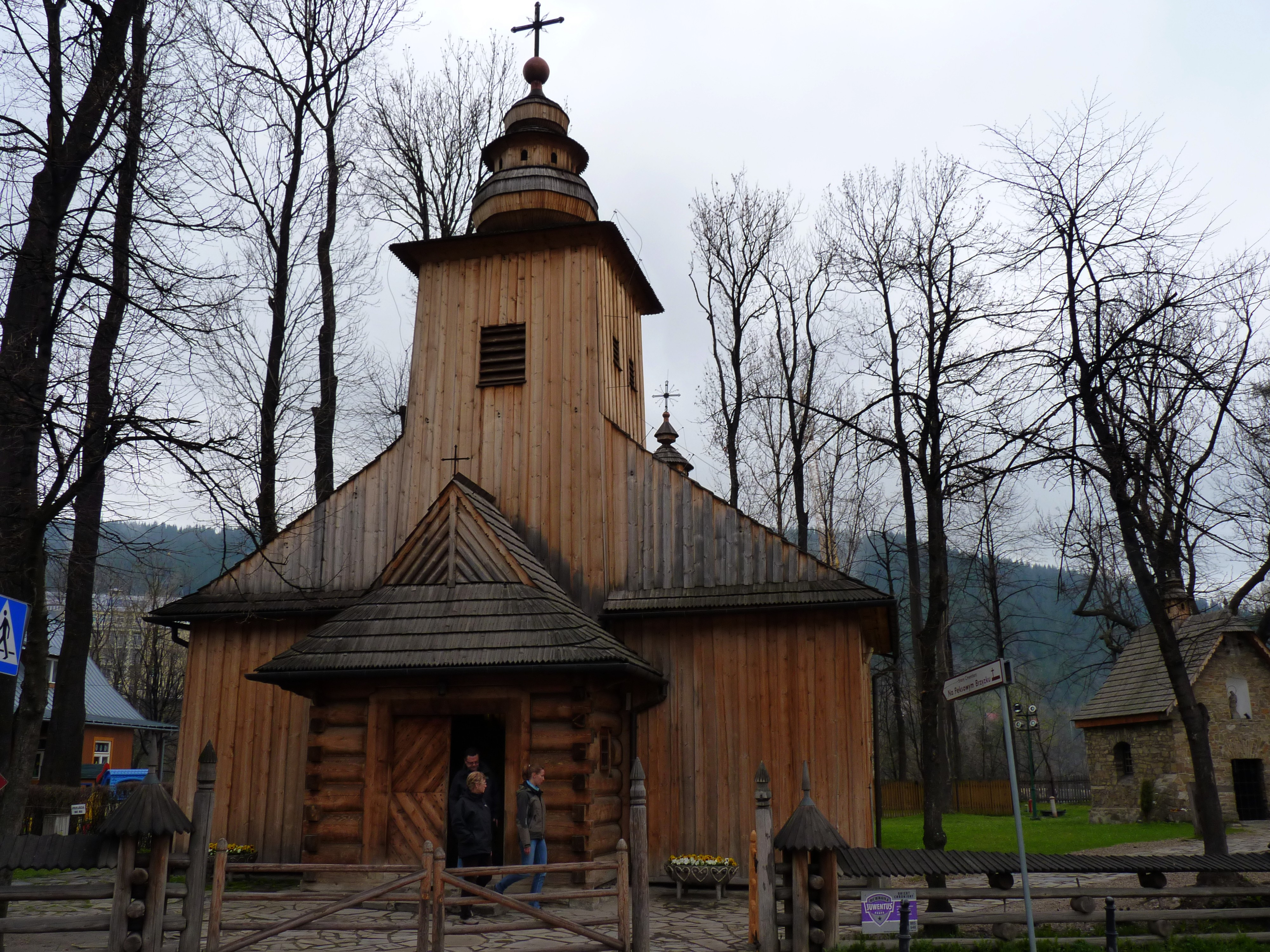
Szent Kelemen-templom
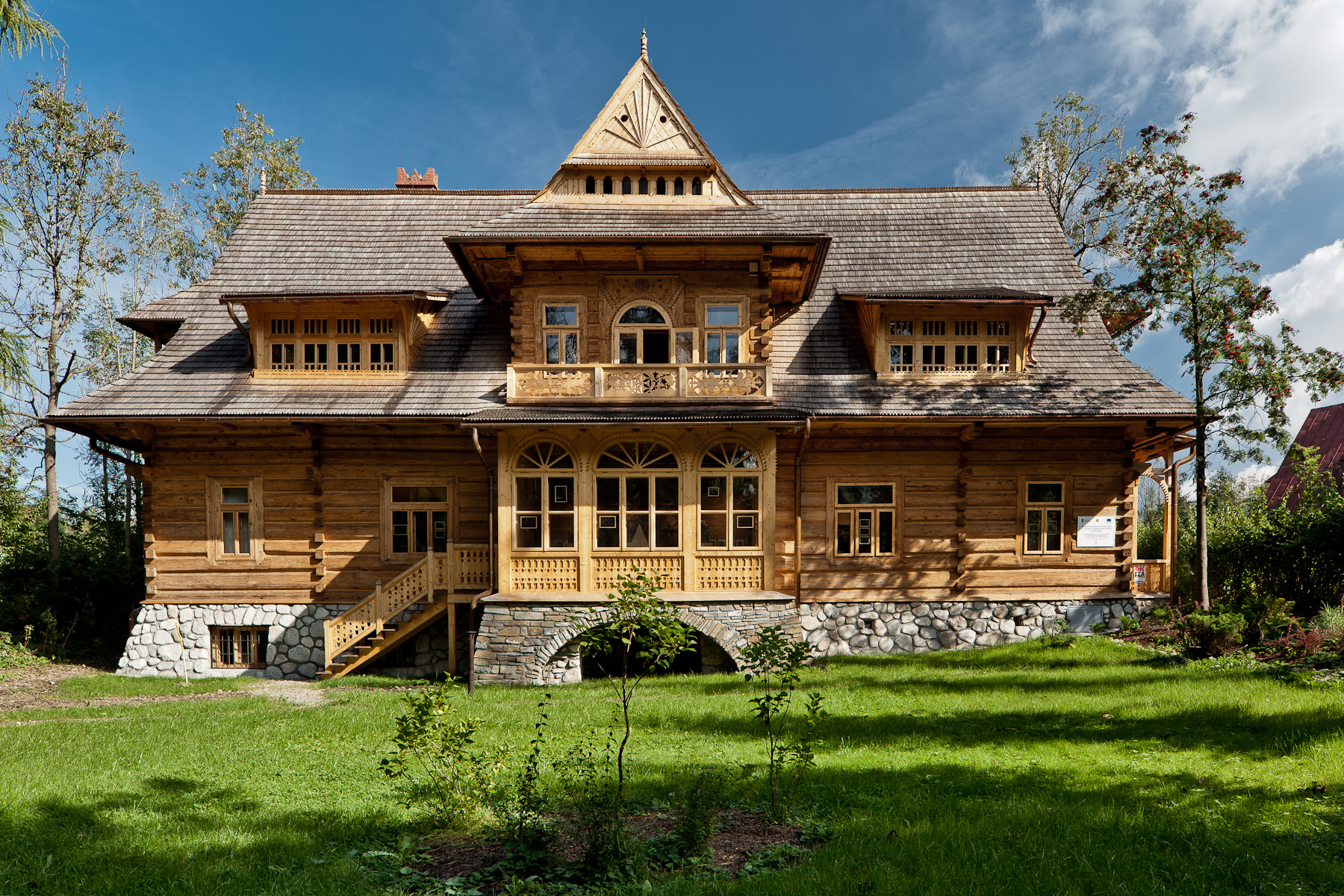
Az Oksza-villa
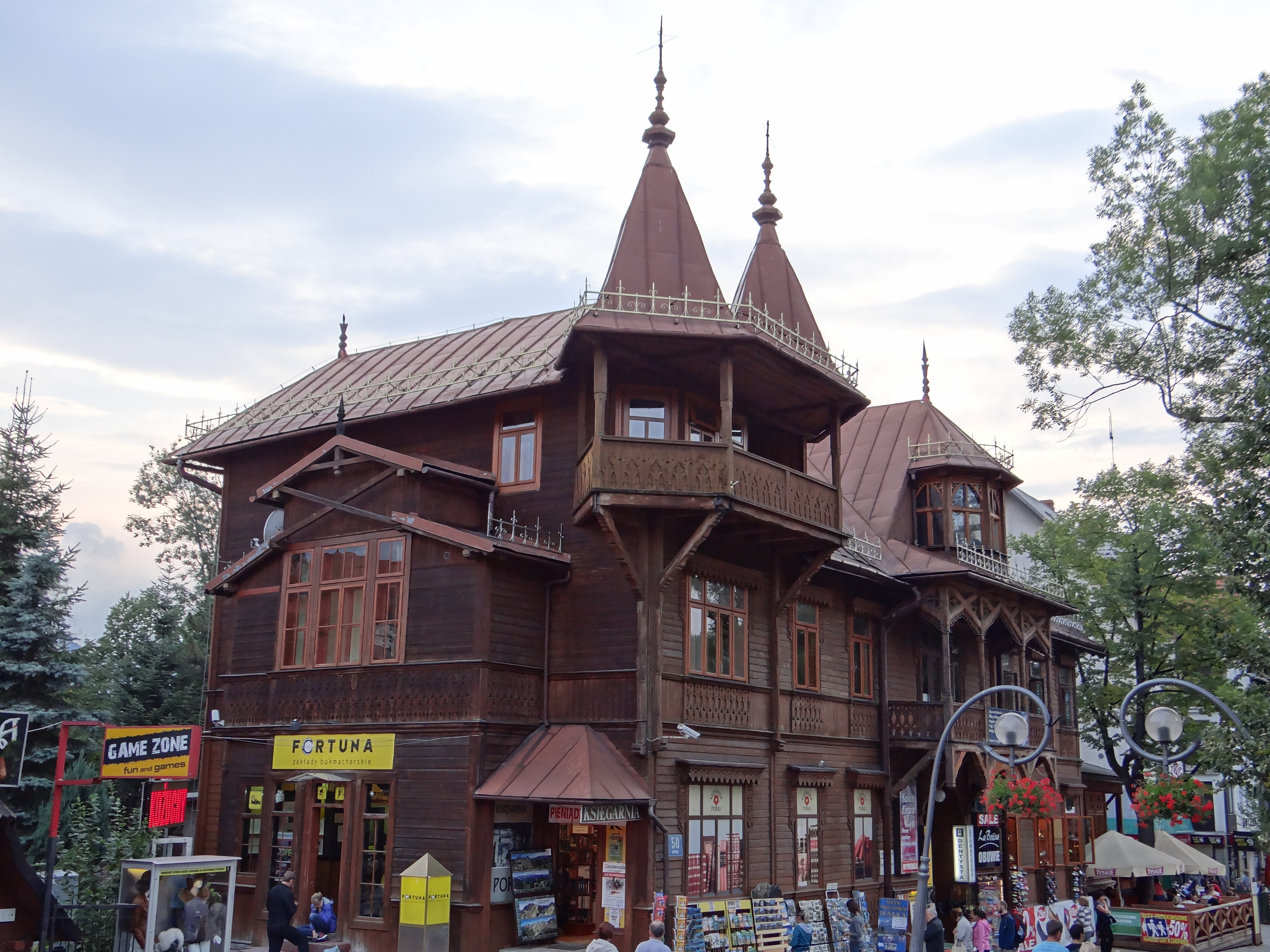
A Poraj-villa
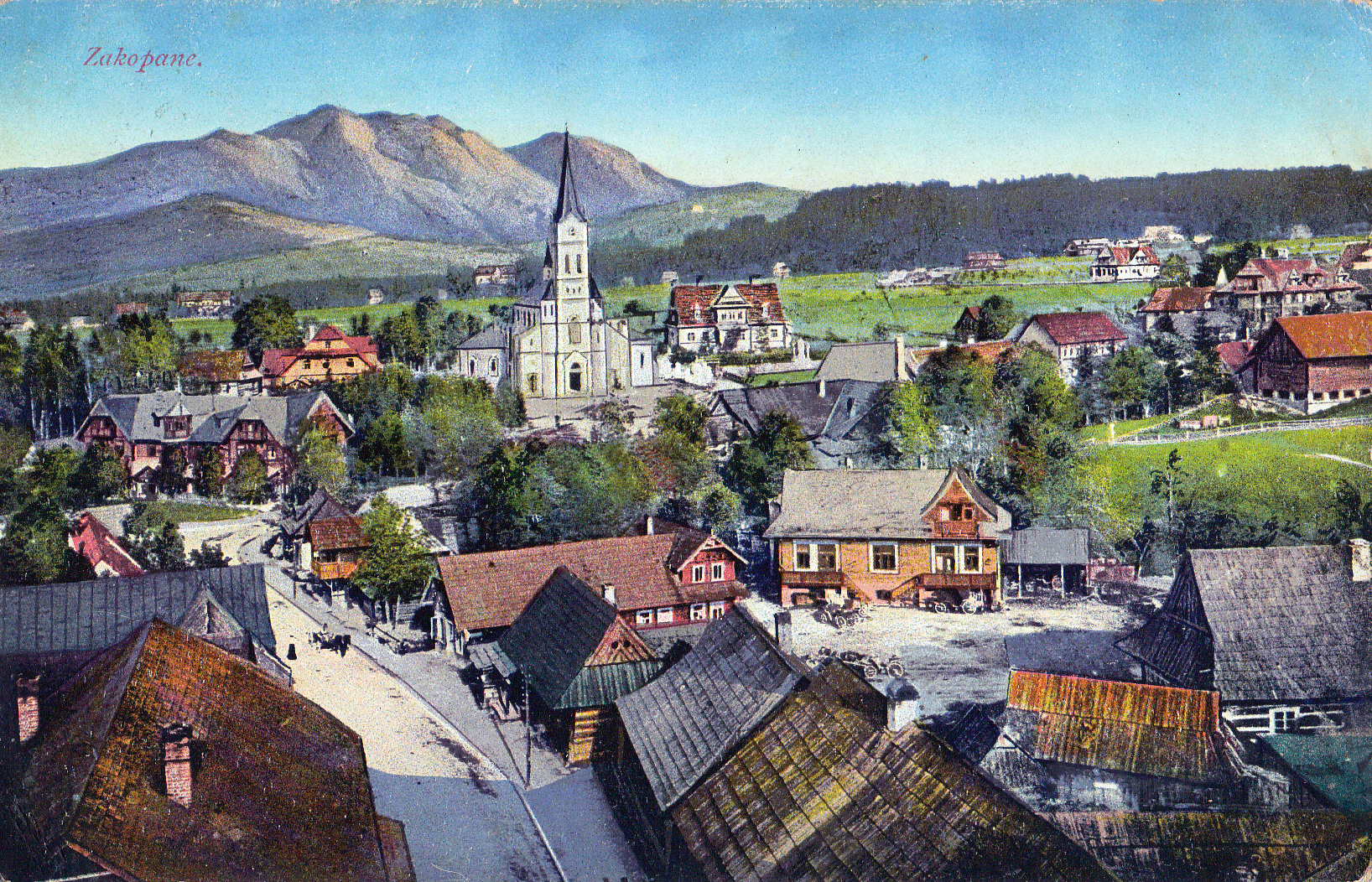
A város egy 1916-os képeslapon
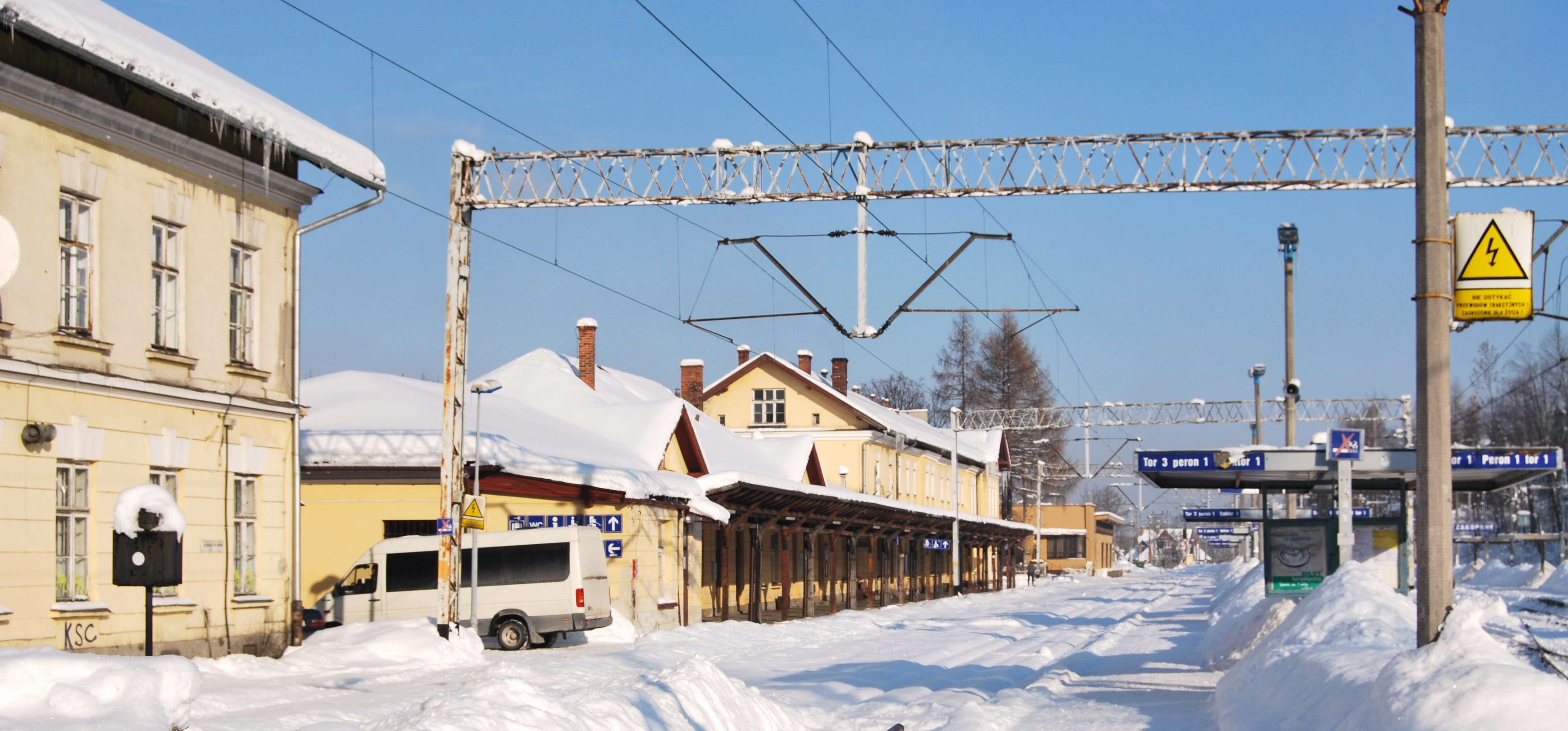
Az állomás télen